# North Spearfish
North Spearfish es un lugar designado por el censo ubicado en el condado de Lawrence en el estado estadounidense de Dakota del Sur. En el Censo de 2010 tenía una población de 2221 habitantes y una densidad poblacional de 270,77 personas por km².

## Geografía
North Spearfish se encuentra ubicado en las coordenadas 44°30′58″N 103°54′46″O / 44.51611, -103.91278. Según la Oficina del Censo de los Estados Unidos, North Spearfish tiene una superficie total de 8.2 km², de la cual 8.2 km² corresponden a tierra firme y (0%) 0 km² es agua.

## Demografía
Según el censo de 2010, había 2221 personas residiendo en North Spearfish. La densidad de población era de 270,77 hab./km². De los 2221 habitantes, North Spearfish estaba compuesto por el 94.1% blancos, el 0.14% eran afroamericanos, el 2.52% eran amerindios, el 0.32% eran asiáticos, el 0.05% eran isleños del Pacífico, el 0.41% eran de otras razas y el 2.48% pertenecían a dos o más razas. Del total de la población el 3.06% eran hispanos o latinos de cualquier raza.